# 모디보 시디베

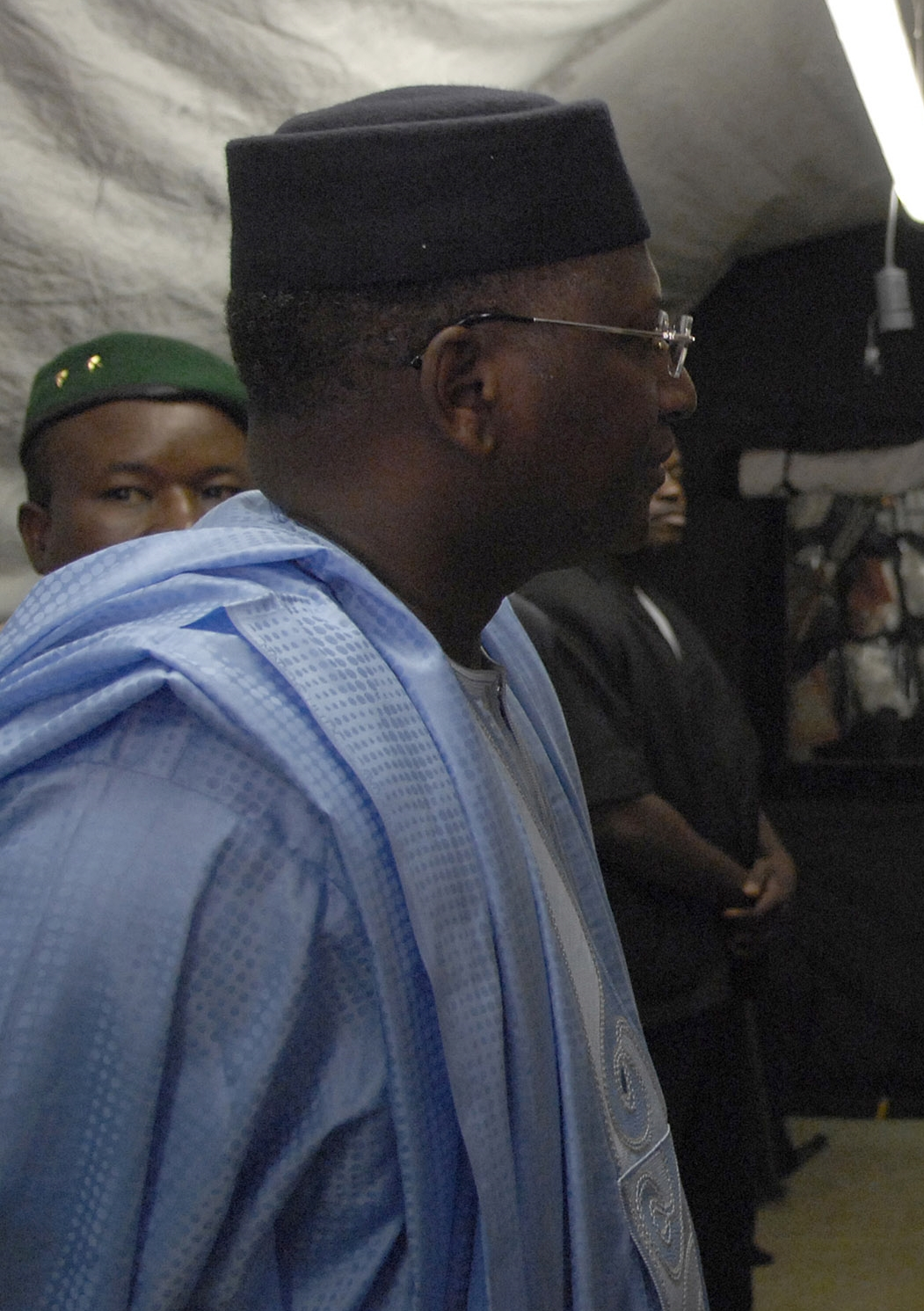

모디보 시디베(Modibo Sidibé, 1952년 11월 7일 ~)는 말리의 정치인으로, 2007년 9월부터 2011년 4월까지 말리의 총리를 지냈다.